# Servicio de red social

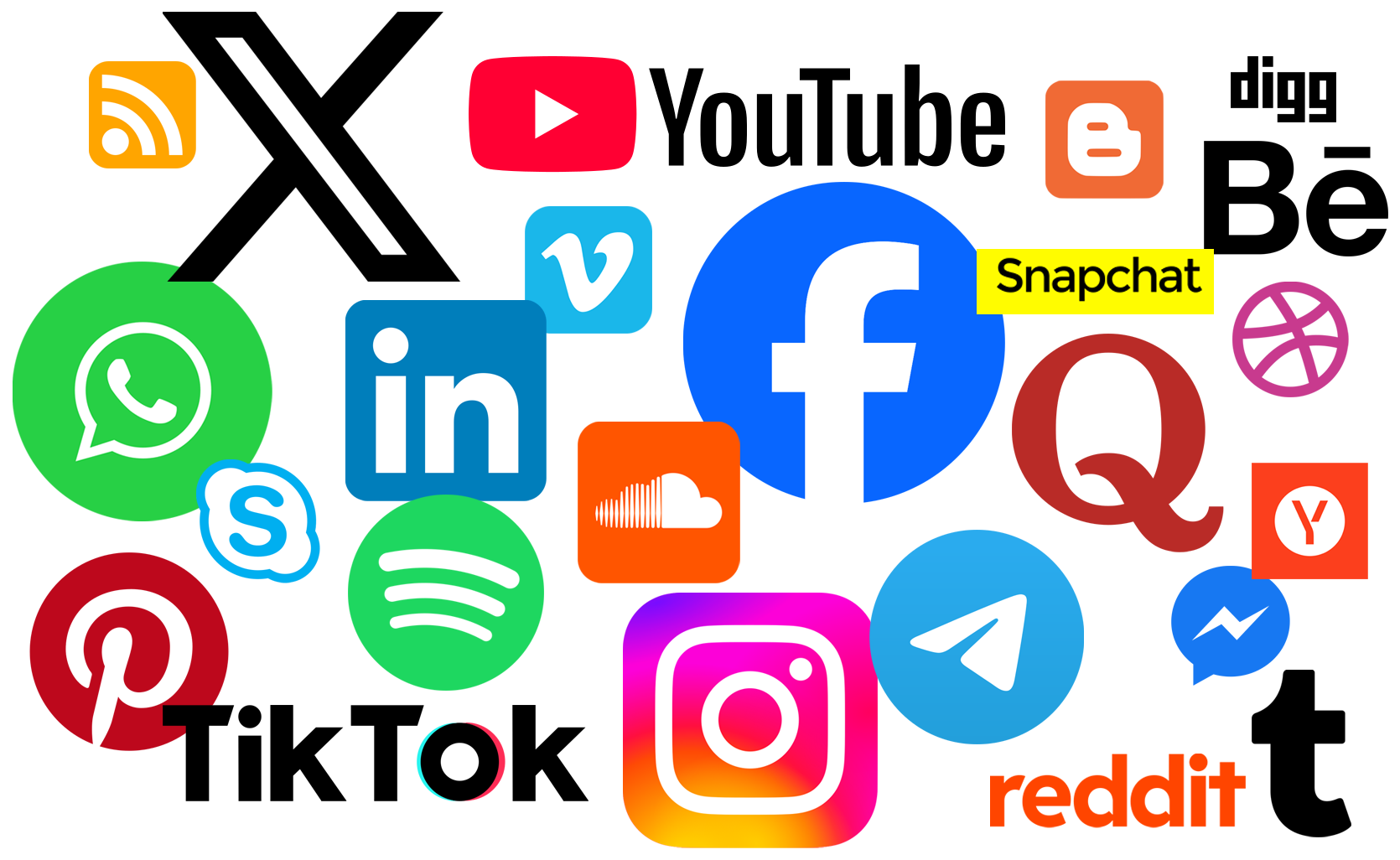
Iconos de algunos servicios de redes sociales populares.

Un servicio de red social (en inglés: social networking service), también conocido como medio social o simplemente como red social, es una plataforma digital que permite establecer contacto con otras personas por medio de un sitio web u otra aplicación informática. Está conformado por un conjunto de equipos, servidores, programas, conductores, transmisores, receptores, y sobre todo por personas que comparten alguna relación, principalmente de amistad y mantienen intereses y actividades en común o se encuentran interesados en explorar los intereses y las actividades de otros usuarios.
Generalmente, las redes sociales se usan para la comunicación con personas sin importar el país de donde sean y sin las limitaciones convencionales del correo electrónico o las llamadas telefónicas y videoconferencias, en los cuales aunque existen servicios que permiten conversaciones grupales, no otorgan el tiempo, el espacio o determinadas herramientas que disponen los servicios de redes sociales.
Los servicios de redes sociales son frecuentemente utilizados a partir de tecnología como los dispositivos inteligentes y se pueden agrupar por categorías según la finalidad con que se utilicen.

## Estructura básica
Los servicios de red social son servicios basados en web que permiten construir un usuario público o semi-público dentro de un sistema limitado, además de articular una lista de otros usuarios con los que se comparte una conexión, y de ver y recorrer su lista de conexiones establecidas y las hechas por otros usuarios dentro del mismo sistema. La naturaleza y la nomenclatura de estas conexiones pueden variar de un sitio a otro. Las redes sociales nos permiten conocer e interactuar con personas de otros países o de nuestro mismo estado.
Comúnmente, las redes sociales se usan para poder comunicarse con grupos de personas de diferentes países, sin las limitaciones convencionales del correo electrónico o las llamadas telefónicas y videollamadas, los cuales, aunque existen servicios que permiten conversaciones grupales, no otorgan el tiempo, espacio o determinadas herramientas que disponen los servicios de redes sociales.
Los servicios de redes sociales son frecuentemente accedidos por medio de computadoras, tabletas, teléfonos móviles inteligentes u otros dispositivos inteligentes. Los servicios de redes sociales requieren que el usuario cree una cuenta y un perfil de usuario para poder acceder a los servicios que se ofrecen aunque la mayoría de las redes incorporan la opción de cargar imágenes de perfil personales como dibujos o fotografías de sí mismos.

## Características
Ciertas redes se caracterizan por la asignación de un avatar a cada usuario, el cual puede ser modificado por este a voluntad y dentro de ciertos límites.
Los servicios de redes sociales se pueden dividir en dos grandes categorías:[cita requerida]
- Redes sociales internas y privadas (ISN), formadas por un conjunto de individuos que pertenecen a una empresa, asociación, sociedad, proveedor educativo u organización.
- Redes sociales externas (ESN), plataformas en línea abiertas para los usuarios de internet, diseñadas con el propósito de facilitar la comunicación y a menudo con el objetivo de atraer a anunciantes. En estas redes, los usuarios suelen asumir el papel de "amigos", incluso sin tener una relación de amistad previa, lo que les permite interactuar libremente entre sí.

En la mayoría de los servicios de redes sociales, ante una solicitud o invitación a establecer contacto "virtual", los usuarios deben confirmar que son amigos o que aceptan la conexión, luego de lo cual, estarán vinculados. Las redes sociales por lo general tienen controles de privacidad que permiten al usuario elegir quién puede ver su perfil o entrar en contacto con ellos, entre otras funciones. Muchos sitios de redes sociales incorporan una función de favoritos o "me gusta" y otra serie de reacciones que permiten indicar la valoración del contenido que comparte cada usuario.

## Aplicaciones

### Negocios
Las redes sociales conectan personas a bajo costo, lo cual puede ser beneficioso para los emprendedores y las pequeñas empresas que buscan ampliar su base de contacto. Estas redes suelen actuar como una herramienta de gestión de las relaciones con los clientes para empresas que venden productos y servicios. Las empresas también pueden utilizar las redes sociales de la publicidad en forma de anuncios publicitarios y de texto. Dado que las empresas operan a nivel mundial, las redes sociales pueden hacer que sea más fácil mantener el contacto con personas en todo el mundo.
No obstante, es importante tener en mente el origen social de estas redes. Por lo tanto, intentar hacer ventas por medio de la red hará que los propios usuarios eliminen el enlace con la empresa que no cumplió este principio tácito. En este sentido, en un curso de una escuela de postgrado se indicaba que las redes sociales pueden permitir a una empresa establecer relaciones y vencer la desconfianza con sus prospectos. De esta forma se crea una relación de complicidad que les permite saber cómo añadir valor para "la persona" que va a iniciar un plan de mercadeo estratégico que contemple el mercadeo en línea.
Actualmente, muchas empresas, tanto grandes como pequeñas, hacen uso de las redes sociales para comunicarse con sus clientes y así poder generar mayor tráfico a sus sitios web, para redirigir a las personas para que compren en sus tiendas en línea, o bien para incitar a sus clientes a promocionar sus artículos compartiendo un enlace de algún producto con algún amigo que tenga gustos similares.
Anteriormente las empresas veían a un cliente con la posibilidad de referenciarlo con otras diez personas a lo mucho (conocido como publicidad de boca a boca), pero hoy esto ha cambiado debido a que las empresas están más enfocadas a la atención que brindan a sus clientes, sobre todo en sus redes sociales (fanpage, blogs, cuentas de redes sociales).
Los usuarios o clientes de una empresa, además de ser partícipes en las publicidad de la empresa a través de las redes sociales al comentar una publicación, y tener solo una comunicación con la empresa, ahora también se pueden comunicar entre sí mismos, lo cual genera confianza al momento de decidir en la adquisición del bien o servicio deseado.

### Aplicaciones médicas
Las redes sociales están empezando a ser adoptadas por los profesionales sanitarios como un medio para gestionar el conocimiento institucional, difundir el conocimiento entre profesionales y destacar a médicos e instituciones individuales. La ventaja de utilizar una red social dedicada a la medicina es que todos los miembros están cotejados con la lista de facultativos de la junta estatal de licencias.

### Investigaciones
Los servicios de redes sociales se utilizan cada vez más en las investigaciones penales y jurídicas. La información que se publica en los sitios como MySpace y Facebook ha sido utilizada por la policía, y para enjuiciar a los funcionarios universitarios usuarios de dichos sitios. En algunas situaciones, el contenido publicado en MySpace se ha empleado en el tribunal.[cita requerida]
Facebook se utiliza cada vez más por la escuela y administraciones de organismos similares como fuente de pruebas en contra de los estudiantes que presentan mala conducta. El sitio, el destino número uno en línea para estudiantes universitarios, permite a los usuarios crear páginas de perfil con datos personales. Estas páginas pueden ser vistas por otros usuarios registrados de la misma escuela, que a menudo incluyen residentes y auxiliares de la escuela de policía que han firmado para hacer uso del servicio.[cita requerida]

### Educación

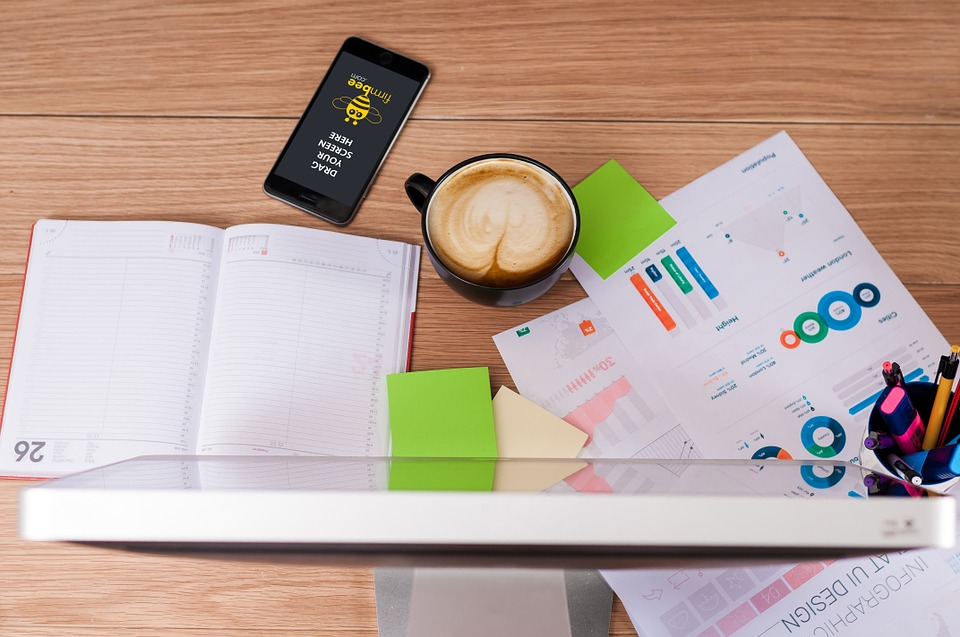
Interrelación de las TIC y los métodos de enseñanza.

Las redes sociales facilitan el trabajo colaborativo y permiten compartir información en tiempo real con los estudiantes.

##### Ventajas de las redes sociales en la educación:[12]
- Fomentan el aprendizaje autónomo.
- Presentan propuestas a los estudiantes para interactuar y compartir conocimiento en el aprendizaje en red.
- Aplican experiencias de aprendizaje centradas en el estudiante.
- Permiten desarrollar competencias digitales.
- Propician un intercambio de roles entre el docente y los estudiantes, como el aula invertida.
- Las experiencias de aprendizaje se diseñan teniendo en cuenta la accesibilidad de la web.
- Posibilitan la comunicación sincrónica y asíncrona entre individuos y grupos en un contexto de globalización.

#### Integración de las redes sociales en las comunidades de aprendizaje
Las redes sociales permiten la creación de comunidades de aprendizaje, transformando los roles de docentes, estudiantes y del proceso de enseñanza y aprendizaje.
A través de las redes sociales se genera una cultura de colaboración y contribuyen al uso responsable de internet con normas y objetivos claros, tanto por estudiantes como docentes. Además, estas facilitan la participación activa del estudiante, la cual contribuye a generar información de calidad y contenidos relevantes para la construcción de conocimientos con mecanismos interactivos y entornos creativos. En el contexto del espacio cibernético, las redes sociales en la educación establecen una comunicación fluida entre los estudiantes y el docente, contribuyendo al desarrollo de competencias digitales, la proactividad y la comunicación. En la actualidad, las redes sociales crean un clima de creatividad, innovación e indagación, fomenta la construcción de la presencia digital de los estudiantes para su carrera profesional y de la innovación educativa en las comunidades de aprendizaje.

### Redes Sociales y Educación durante la pandemia de COVID-19.
Durante la pandemia de COVID-19, los confinamientos afectaron profundamente la vida cotidiana, y las redes sociales se convirtieron en un recurso clave para mantener la comunicación social, profesional y educativa. En el ámbito de la educación superior, aunque la contingencia trajo muchos retos, estas plataformas ya se estaban incorporando como herramientas de aprendizaje y colaboración. Los estudiantes las valoran como aliadas innovadoras, ya que facilitan la comunicación con docentes y compañeros, enriquecen procesos formativos, fomentan el intercambio de recursos, el debate y la investigación. La crisis sanitaria reafirmó que la infraestructura tecnológica es una inversión educativa esencial.

### Periodismo
En la sociedad actual, en la que las cosas van sustancialmente más rápido que hace años, las nuevas formas de comunicación permiten la relación entre personas. Pero la cuestión está en saber si estas redes pueden llegar a sustituir a la comunicación directa, al cara a cara. El conflicto es claro, entre los defensores de las redes y los detractores, entre los que ven en la pantalla del ordenador una salida a un mundo de la comunicación que de otra forma no sería posible, y los que ven en sitios como Tuenti y Facebook como un peligro a lo desconocido, al no conocer con seguridad al interlocutor, al mal uso de las información publicada.
Las redes sociales pueden complementar, y en ciertos casos, sustituir al periodismo tradicional, como se asegura en el periódico Hoy: "Blogs, redes sociales y diarios digitales redefinen el periodismo", teniendo a los blogs como nuevos nichos de información. Las comunidades sociales que se construyen en Internet y la proyección de los diarios digitales marcan hoy la pauta en el mundo de la comunicación, por lo que los periodistas y los medios tradicionales están obligados a reinventarse si no quieren desaparecer.

### Denuncia y activismo
La popularización de las redes sociales las ha convertido en un medio masivo de comunicación; los usuarios son expuestos a sus contenidos (de manera voluntaria o no), y en todo momento son partícipes, generadores y críticos. Las denuncias sociales a través de estas redes, han concedido a los ciudadanos, foros abiertos, plurales, de apoyo o de identidad comunal; han dado pie a la generación de conciencia colectiva y a la colaboración.
Es entonces que han permitido lo que los otros medios masivos y controlados no han logrado en ningún momento; que la información se difunda sin filtros, y que llegue a una cantidad importante de personas. Esto ha hecho de las redes sociales un medio democratizador del flujo de información; la cual es de gran ayuda como herramienta de denuncia siempre y cuando se tenga un gran valor moral y ético para exponerlas bien fundamentadas. La información fluye en tiempo real y es más difícil la manipulación de ella, así los usuarios hacen conciencia y deciden participar o no; la libertad, el valor ético y moral lo deciden los usuarios sin tener que lidiar con la información manipulada de los medios tradicionales y sus fines políticos o comerciales.
Las redes sociales no solo permiten que los usuarios se mantengan informados sobre acontecimientos políticos, económicos, sociales y culturales, sino que se han convertido en un espacio de participación social activa. Con ello se hace referencia a la opinión, discusión, análisis, y formulación de debate sobre las temáticas en cuestión y que de esta forma gracias a la tecnología se propaguen ideas para que cada lector forme un argumento propio. El uso de redes sociales se ha extendido a nivel mundial convirtiéndose en activismo social, para ejemplo de ello, uno de los acontecimientos de mayor relevancia en México fue el llamado movimiento social “YoSoy132” o el movimiento 15M en España.

## Riesgos
Las redes sociales también comportan varios riesgos. Un abuso de la red o mal uso puede generar consecuencias de las que los usuarios no son conscientes por las actividades llevadas a cabo allí. Los riesgos son bidireccionales. Por un lado los menores pueden ser víctimas de amenazas o acosos virtuales. Debido al desconocimiento, se pueden encontrar incumpliendo alguna norma con respecto a la privacidad de la difusión de información, fotos y datos de otras personas.
Otros de los riesgos es la publicación descuidada de información, especialmente de identidad, domicilio, referencias, entre otras, que puede ser usada por delincuentes o la delincuencia organizada para facilitar un sinnúmero de delitos tales como: vandalismo, robo, secuestro, acoso, etc.

#### Principales riesgos del uso de redes sociales
- Pérdida de la privacidad: Cada dato, información, foto, vídeo o archivo subido a una red social pasa a ser parte de los archivos de los administradores. A su vez un mal uso de las redes conlleva a la facilidad de encontrar datos propios, de familiares o amigos. Debemos incluir en esto los hackers y el phishing que roban contraseñas para manipular información o espiar a las personas.
- Acceso a contenidos inadecuados: La falta de control en la red y la cantidad de información de todo tipo lleva a que mucha gente use Internet para acceder y a publicar contenidos de todo tipo: violentos, sexuales, relacionado al consumo de estupefacientes, fanatismo, incitación al odio etc. Esto puede devenir de enlaces publicados o compartidos por otros usuarios o links, avisos, etc.
- Acoso por parte de compañeros, conocidos o desconocidos: Aquí existen dos casos fundamentales.
  - Cyberbullying: Acoso llevado por compañeros o desconocidos a través de las redes con amenazas, insultos, etc.
  - Cybergrooming: efectuado por los adultos para contactarse con menores de edad para obtener fotos e información de ellos para utilizar en su beneficio.
- Dependencia o adicción a permanecer en estos espacios.

#### Posible incumplimiento de la ley
Muchas veces inconscientemente los usuarios llevan acciones ilegales. Los cuatro incumplimientos más conocidos son:
- Publicar datos, fotos, vídeos de otras personas violando su privacidad sin el consentimiento previo de ellas.
- Hacerse pasar por otra persona creando un falso perfil utilizando información obtenida por distintos medios.
- Incumplimiento de las normas de copyright, derecho de autor y descargas ilegales a través de la obtención o intercambio de contenidos protegidos creando páginas para descargarlos.
- Acoso a compañeros, conocidos, o incluso desconocidos ciberbullying a través de correos electrónicos, comentarios, mensajes, etc.

### Privacidad
En las grandes redes de servicios sociales, se ha aumentado la preocupación de los usuarios acerca de dar demasiada información personal y de la amenaza de los depredadores sexuales. Los usuarios de estos servicios, deben ser conscientes de los virus o el robo de datos. Esto ha llevado que diversos proveedores de redes sociales se asocien ocasionalmente con las autoridades nacionales y locales de diversos países así como llevar a cabo campañas de concientización para informar a los usuarios de los riesgos de ofrecer información de manera descuidada.
Además, existe una percepción de amenazas a la privacidad en relación con el manejo inadecuado de información personal en manos de grandes empresas o agencias gubernamentales. Esto permitiría la posible liberación de un perfil personal de forma disuasoria.
Además, es un tema sobre el control de los datos - la información de haber sido alterada o eliminado por el usuario puede conservarse para ser usada con otros fines. Este peligro se puso de relieve cuando el controvertido sitio de redes sociales Quechup cosechó direcciones de correo electrónico de los usuarios y cuentas de correo electrónico para su uso en una operación de correo no deseado. Otro caso controvertido es de la relación de Facebook con la NSA.

## Impacto social
Un número creciente de académicos están cada vez más interesados en el estudio de Facebook y otras redes sociales como YouTube, Instagram, TikTok, entre otras. Los investigadores de ciencias sociales están profundizando cuál es el impacto que tienen en la sociedad. Diversos artículos han investigado cuestiones como:
- Identidad[17]
- Privacidad[18]
- Aprendizaje[19][20]
- Capital social[21]
- Uso en adolescentes y niños[22][23]desde distintas perspectivas de estudio:
  - Vulnerabilidades a las que se exponen.[24]
  - Consumo mediático que realizan en cada red social[25]
  - Nuevos modos de informarse a través de las redes sociales basada en la teoría "News find me".[26]

A través de las redes sociales podemos ejercer mucha influencia en las personas; no por nada, actualmente, se entrega mayor credibilidad a lo que aparece en las redes sociales que en algunos medios de comunicación tradicionales, aunque ello puede ser contraproducente o riesgoso.
Por otra parte, se ha estudiado el poder de adicción de las redes sociales, que se debe a que dan una sensación de protagonismo al usuario que le hace sentir que es el centro de atención y le hacen ser expectante de las respuestas de los demás a sus propias actuaciones. En 2011, se llevó a cabo un experimento en la Universidad de Maryland, en Estados Unidos, en el que se pidió a un millar de universitarios de 37 países que pasaran 24 horas sin internet ni medios de comunicación. Los resultados fueron curiosos. Después de pasar 24 horas sin conectarse, el 20% de los estudiantes manifestaron síntomas como los que se sufren en un síndrome de abstinencia, como ansiedad, desesperación, etc.
También se ha demostrado que durante estas prácticas se evidencian dos elementos propios del narcisismo: las ganas de protagonismo y la voluntad de aprovecharse de los demás. Y esto, se agrava con aquellas personas que tienen más amigos en las redes sociales, los cuales suelen actualizar con más frecuencia y responden de forma agresiva ante las críticas.
El problema ha llegado a un punto en que la forma en la que se interrelaciona en las redes sociales contribuye a la creación de nuestra identidad frente a los demás y frente a nosotros mismos. Se percibe que a través de las redes sociales, se tiene la oportunidad de convertirse en un personaje famoso en el mundo digital de forma más o menos sencilla. Estas figuras digitales son los influencers que se han convertido en líderes de opinión y fuentes de referencia para los más jóvenes. Algunas de las motivaciones de los menores y jóvenes para seguirlos son divertirse, pasar el rato y aprender cosas nuevas.
El sector más vulnerable son los adolescentes, ya que están en un período evolutivo de cambio y de construcción de la identidad, por todo lo explicado anteriormente, por la libertad que les produce poder comunicarse a través de las redes, de conocer a gente y de expresarse, lo que hace que el acoso escolar haya dado paso al cyberbullying. Las redes les permiten ser agresivos, críticos y humillar a otros, con la facilidad que supone no tener a la persona delante. El poder producir el mismo efecto en la otra persona (humillarla, criticarla, juzgarla…) sin necesidad de verla, hace que la maldad sea mayor, ya que visualizar el dolor en los demás nos frena (aunque sea un poco).

## Servicios más utilizados
La siguiente tabla corresponde a la clasificación de las principales redes sociales a nivel mundial, en base el número de usuarios activos para enero del 2025.
| Servicio           | Usuarios activos (en millones) |
| ------------------ | ------------------------------ |
| Facebook           | 3,070                          |
| YouTube            | 2,530                          |
| WhatsApp*          | 2,000                          |
| Instagram          | 2,000                          |
| TikTok             | 1,590                          |
| WeChat             | 1,380                          |
| Facebook Messenger | 947                            |
| Telegram           | 800                            |
| Douyin**           | 766                            |
| Snapchat           | 850                            |
| Kuaishou           | 714                            |
| X (Twitter)        | 586                            |
| Sina Weibo         | 599                            |
| QQ                 | 562                            |
| Pinterest          | 537                            |

*Las plataformas no han publicado cifras actualizadas de usuarios en los últimos 12 meses, por lo que las cifras pueden estar desactualizadas y ser menos confiables.

**La cifra utiliza usuarios activos diarios, por lo que es probable que el número de usuarios activos mensuales sea mayor.

### En países de América Latina
La siguiente tabla corresponde a la tasa de penetración de redes sociales en América Latina y Caribe por país en enero de 2021, según Statista.
| País                         | Usuarios activos (% de la población) |
| ---------------------------- | ------------------------------------ |
| Chile                        | 83.6                                 |
| Uruguay                      | 83.3                                 |
| Puerto Rico                  | 81.6                                 |
| Perú                         | 81.4                                 |
| Argentina                    | 79.3                                 |
| Ecuador                      | 78.8                                 |
| México                       | 77.2                                 |
| Colombia                     | 76.4                                 |
| Costa Rica                   | 76.2                                 |
| San Cristóbal y Nieves       | 75                                   |
| Brasil                       | 70.3                                 |
| San Vicente y las Granadinas | 70.2                                 |
| Bolivia                      | 69.8                                 |
| Barbados                     | 69.6                                 |
| Antigua y Barbuda            | 68.1                                 |
| Trinidad y Tobago            | 67.1                                 |
| Granada                      | 66.5                                 |
| Surinam                      | 66.2                                 |
| El Salvador                  | 66.1                                 |
| Bahamas                      | 65.8                                 |
| Belice                       | 64.8                                 |
| Panamá                       | 64.4                                 |
| República Dominicana         | 64.2                                 |
| Guyana                       | 63.4                                 |
| Paraguay                     | 59.9                                 |
| Santa Lucía                  | 59.8                                 |
| Dominica                     | 58.3                                 |
| Cuba                         | 55.5                                 |
| Nicaragua                    | 52.5                                 |
| Guatemala                    | 51.4                                 |
| Jamaica                      | 50.6                                 |
| Venezuela                    | 49                                   |
| Honduras                     | 48.1                                 |
| Haití                        | 20                                   |

## Países que prohíben las redes sociales
A nivel mundial, cinco países prohíben totalmente las redes sociales.
- Birmania
- Corea del Norte
- Eritrea
- Irán
- Turkmenistán